# Judeł gra na skrzypcach
Judeł gra na skrzypcach (jid. ‏ייִדל מיטן פֿידל‎ Jidl mitn fidl) – polsko-amerykański musical filmowy z 1936 roku w języku jidysz, nakręcony przez Józefa Greena i Jana Nowinę-Przybylskiego. Film opowiada historię rodziny ubogich muzyków – ojca i córki. Straciwszy zajmowane dotychczas lokum, decydują się wyruszyć w drogę jako wędrowni muzycy. Ojciec, nie chcąc jednak narażać córki na niebezpieczeństwa grożące młodej dziewczynie w podróży, przekonuje ją, by podróżowała w chłopięcym przebraniu, przedstawiając się wszystkim nie jako Itke, lecz jako Judeł. W czasie wędrówki dziewczyna zakochuje się w nowo poznanym towarzyszu.
Scenariusz napisał Józef Green na podstawie powieści Konrada Toma, autorem muzyki był Abraham Ellstein, a słowa piosenek stworzył Icyk Manger. Film kręcono w Kazimierzu, Warszawie i Gdyni, natomiast mieszkańcy lokalnych sztetli odgrywali role statystów. Łączny koszt filmu wyniósł 200 000 złotych. Judeł gra na skrzypcach okazał się najpopularniejszym filmem Greena i jego wytwórni, a zarazem, obok Dybuka, jednym z najpopularniejszym filmów jidysz. Film był szeroko eksportowany do krajów Europy Zachodniej, cieszył się również powodzeniem w Stanach Zjednoczonych. Jak pisał Roman Włodek, „na tle wcześniejszych produkcji polskich, nie tylko jidyszowych, komedię Greena wyróżniał staranny dobór tematu, dopracowany scenariusz, dobrzy aktorzy, kultura realizacji i wysoka jakość techniczna”.

## Obsada
- Molly Picon jako Judeł – Itke
- Symcha Fostel jako Arje, ojciec Itke
- Maks Bożyk jako Ajzyk Kałamutker
- Leon Liebgold jako Froim, syn Ajzyka
- Samuel Landau jako narzeczony Gold
- Maks Bryn jako Marszelik
- Dora Fakiel jako narzeczona Tajbełe
- Abraham Kurc jako restaurator
- Symche Natan jako dyrektor teatru
- Chana Lewin jako wdowa
- Basia Liebgold jako matka Tajbełe
- Laura Glucksman(inne języki)
- Abe Ellstein